# Walibi World
Walibi World є одним з найбільших парків розваг у Нідерландах. Парк розташований в селищі Біддінгейзен у провінції Флеволанд. 
Раніше називався парк Six Flags Holland, Walibi Flevo і Flevohof. Перший  Walibi знаходиться в Бельгії, цей парк створив бельгійський підприємець Eddy Meeùs. Назва  Walibi стосується трьох міст, де знаходиться парк: Вавр, Лімаль та  Бірж, Бельгія.